# Административно-территориальное деление Калужской области
Административно-территориальное деление Калужской области регулируется общими принципами административно-территориального устройства и местного самоуправления Российской Федерации и областным законодательством.

## Административно-территориальное устройство

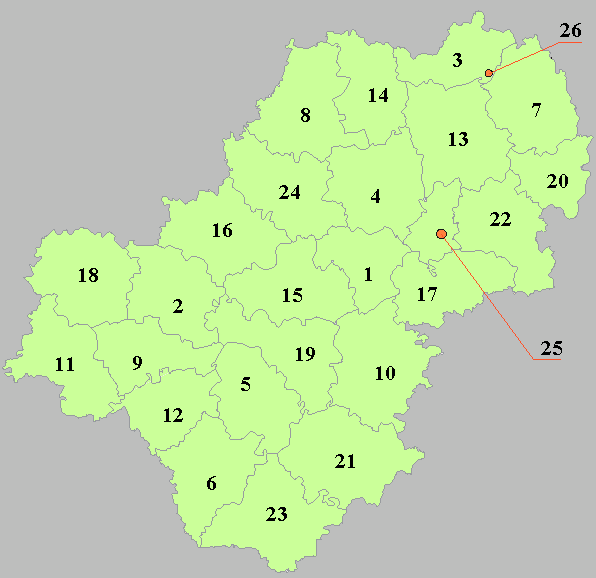
Административное деление области

Согласно Уставу Калужской области, субъект РФ включает следующие административно-территориальные единицы:
- 24 района,
- 2 города областного значения (Калуга и Обнинск)

Закон «Об административно-территориальном устройстве Калужской области» выделяет такие административно-территориальные единицы: районы, города, посёлки, села, деревни, хутора, железнодорожные станции, железнодорожные разъезды, дачные посёлки. В соответствии с Законом Калужской области ведутся Реестр административно-территориальных единиц Калужской области и отдельный Реестр населённых пунктов.
Административным центром Калужской области является город Калуга.

## Муниципальное устройство
В рамках организации местного самоуправления, в границах административно-территориальных единиц Калужской области созданы муниципальные образования. Их общее количество по состоянию на 1 января 2021 года составляет 304, из них:
- 2 городских округа,
- 24 муниципальных района, в составе которых:
  - 26 городских поселений,
  - 252 сельских поселения.

## Районы и города областного значения (городские округа)
| № на карте | Флаг | Герб | Название                                      | Админ. центр        | Площадь, км² | Место по площади | Население, чел. (2021 г.) | Место по населению |
| ---------- | ---- | ---- | --------------------------------------------- | ------------------- | ------------ | ---------------- | ------------------------- | ------------------ |
| 1e-06      |      |      | Районы (муниципальные районы)                 |                     |              |                  |                           |                    |
| 1          |      |      | Бабынинский                                   | посёлок Бабынино    | 846,6        | 22               | ↗20 991                   | 9                  |
| 2          |      |      | Барятинский                                   | село Барятино       | 1 110,3      | 19               | ↘5383                     | 24                 |
| 3          |      |      | Боровский                                     | город Боровск       | 759,6        | 23               | ↗82 143                   | 1                  |
| 4          |      |      | Дзержинский                                   | город Кондрово      | 1 335,9      | 6                | ↗56 470                   | 2                  |
| 5          |      |      | Думиничский                                   | пгт Думиничи        | 1 173,9      | 16               | ↘13 499                   | 12                 |
| 6          |      |      | Жиздринский                                   | город Жиздра        | 1 281,7      | 10               | ↘10 089                   | 18                 |
| 7          |      |      | Жуковский                                     | город Жуков         | 1 268,2      | 11               | ↗62 370                   | 5                  |
| 8          |      |      | Износковский                                  | село Износки        | 1 333,8      | 7                | ↘6422                     | 23                 |
| 9          |      |      | Кировский                                     | город Киров         | 1 000,4      | 20               | ↘38 364                   | 6                  |
| 10         |      |      | Козельский                                    | город Козельск      | 1 522,7      | 3                | ↗38 596                   | 7                  |
| 11         |      |      | Куйбышевский                                  | посёлок Бетлица     | 1 243,0      | 13               | ↘7451                     | 21                 |
| 12         |      |      | Людиновский                                   | город Людиново      | 954,5        | 21               | ↘39 213                   | 4                  |
| 13         |      |      | Малоярославецкий                              | город Малоярославец | 1 547,2      | 2                | ↗68 702                   | 3                  |
| 14         |      |      | Медынский                                     | город Медынь        | 1 148,4      | 18               | ↘12 493                   | 13                 |
| 15         |      |      | Мещовский                                     | город Мещовск       | 1 237,7      | 14               | ↘11 529                   | 15                 |
| 16         |      |      | Мосальский                                    | город Мосальск      | 1 320,4      | 9                | ↗9131                     | 19                 |
| 17         |      |      | Перемышльский                                 | село Перемышль      | 1 156,0      | 17               | ↗14 422                   | 16                 |
| 18         |      |      | Спас-Деменский                                | город Спас-Деменск  | 1 369,0      | 5                | ↗7369                     | 20                 |
| 19         |      |      | Сухиничский                                   | город Сухиничи      | 1 232,7      | 15               | ↗22 959                   | 8                  |
| 20         |      |      | Тарусский                                     | город Таруса        | 714,6        | 24               | ↗16 603                   | 11                 |
| 21         |      |      | Ульяновский                                   | село Ульяново       | 1 655,9      | 1                | ↘7058                     | 22                 |
| 22         |      |      | Ферзиковский                                  | посёлок Ферзиково   | 1 249,9      | 12               | ↘17 557                   | 10                 |
| 23         |      |      | Хвастовичский                                 | село Хвастовичи     | 1 413,3      | 4                | ↘9888                     | 17                 |
| 24         |      |      | Юхновский                                     | город Юхнов         | 1 332,5      | 8                | ↗12 912                   | 14                 |
| 24.000002  |      |      | Города областного значения (городские округа) |                     |              |                  |                           |                    |
| 25         |      |      | Калуга                                        | город Калуга        | 542,7        | 25               | ↗358 960                  | 1                  |
| 26         |      |      | Обнинск                                       | город Обнинск       | 43,0         | 26               | ↗132 477                  | 2                  |

## История административно-территориального деления Калужской области
Область образована указом Президиума Верховного Совета СССР от 5 июля 1944 года. Для определения границ при образовании области и за основу была взята территория Калужской губернии с 1796 г. по 1918 г. — Российской империи, с 1918 г. по 1929 г. — РСФСР. В состав области были включены: из Тульской области — город Калуга, Бабынинский, Детчинский, Дугнинский, Калужский, Перемышльский и Тарусский районы; из Московской области — Боровский, Высокиничский, Малоярославецкий и Угодско-Заводский районы; из Смоленской области — Барятинский, Дзержинский, Думиничский, Износковский, Кировский, Козельский, Куйбышевский, Медынский, Мещовский, Мосальский, Спас-Деменский, Сухиничский и Юхновский районы, из Орловской области — Жиздринский, Людиновский, Ульяновский и Хвастовичский районы.
Административное отношение территорий до 5 июля 1944 года, из которых года была образована Калужская область:
- Калужская губерния — административно-территориальная единица Российской империи и РСФСР, существовавшая в 1796—1929 годах.
- Калужский округ — административно-территориальная единица Центрально-Промышленной области (3 июня 1929 года переименована в Московскую область), существовавшая в 1929—1930 годы.

Большая часть районов, входивших в округ, в настоящее время входят в состав Калужской области.
- Центрально-Промышленная область — существовала с 14 января 1929 года по 3 июня 1929 года. Была переименована Московскую область. В состав области входил Калужский округ.
- Московская область — образована 3 июня 1929 года путём переименования Центрально-Промышленной в Московскую область.

В состав области входил Калужский округ.
- Западная область (1929—1937) — существовала с 1 октября 1929 года по 27 сентября 1937 года. В состав области входил Сухиничский округ, состоявший преимущественно из районов в настоящее время входящих в состав Калужской области.
- Сухиничский округ — большая часть районов, входивших в округ, в настоящее время входят в состав Калужской области.

Первоначально, в 1944 году, Калужская область делилась на 27 районов: Бабынинский (передан из Тульской области), Барятинский, Боровский, Высокиничский, Детчинский (передан из Тульской области), Дзержинский, Дугненский (передан из Тульской области), Думиничский, Жиздринский, Износковский, Калужский (передан из Тульской области), Кировский, Козельский, Куйбышевский, Людиновский, Малоярославецкий, Медынский, Мещовский, Мосальский, Перемышльский (передан из Тульской области), Спас-Деменский, Сухиничский, Тарусский (передан из Тульской области), Угодско-Заводской, Ульяновский, Хвастовичский и Юхновский. Калуга имела статус города областного подчинения (передан из Тульской области). В 1950 году были образованы Лев-Толстовский и Ферзиковский районы. В 1956 году статус города областного подчинения получил город Обнинск.
В 1959 году были упразднены Высокиничский, Детчинский и Дугнинский районы. В 1962 году были упразднены Бабынинский, Барятинский, Боровский, Дзержинский, Думиничский, Износковский, Куйбышевский, Лев-Толстовский, Людиновский, Мещовский, Мосальский, Перемышльский, Тарусский, Угодско-Заводской, Ульяновский и Хвастовичский районы. Одновременно были образованы Боровский, Кондровский и Сухиничский промышленные районы. Тогда же города Киров и Людиново получили статус городов областного подчинения.
В 1964 году был восстановлен Мещовский район. Через год были упразднены все промышленные районы и восстановлены Бабынинский, Барятинский, Боровский, Дзержинский, Куйбышевский, Людиновский, Мосальский, Ульяновский и Хвастовичский районы. В декабре 1966 года были образованы Думиничский, Тарусский и Угодско-Заводский районы.
В 1969 году Калужский район был преобразован в Перемышльский, в 1974 году Угодско-Заводский переименован в Жуковский, а в 1985 году образован Износковский.